# Mel Leven
Mel Leven, född i Chicago den 11 november 1914, död 15 december 2007, amerikansk kompositör och textförfattare.
Förutom att ha skrivit låtar till bland andra Dean Martin, Nat King Cole och Les Brown, har Mel Leven skrivit musik till bland andra följande filmer:
- 1956 - Flickan rår inte för det
- 1957 - Sing, Boy, Sing
- 1958 - Trees and Jamaica Daddy
- 1961 - Pongo och de 101 dalmatinerna
- 1961 - Babes In Toyland

Mel Leven avled den 15 december 2007, 93 år gammal, enligt hans son. 